# 삼목에스폼
삼목에스폼 주식회사(영어: Sammok S-Form)는 대한민국의 건설용 거푸집 기업이다.

## 논란
2024년 회사의 소액주주들이 회사의 경영진이 호실적에도 불구하고 주주환원이나 소통이 없어 주주들의 이익을 침해하고 있다며 주주명부 열람 및 등사 가처분 신청을 제기했다.
2024년 주주총회에서 소액주주가 추천한 '감사위원이 되는 사외이사 후보' 김태호씨의 선임 안건이 통과되었다.